# 関東ITソフトウェア健康保険組合
関東ITソフトウェア健康保険組合（かんとうアイティソフトウェアけんこうほけんくみあい）は、1986年4月17日に設立された健康保険組合である。「ITS」または「ITS健保」と呼ばれている。

## 概要
関東ITソフトウェア健康保険組合は、「社団法人日本パーソナルコンピュータソフトウェア協会（旧社団法人日本パーソナルコンピュータソフトウェア協会）」を母体として、1986年4月に設立された健康保険組合。全国健康保険協会に代わり、組合管掌健康保険として健康保険関連業務全般を手掛ける。
設立から今日までの間、ソフトウェア産業の飛躍的、かつ、堅調な発展を背景に、IT業界を代表する企業が数多く加入しており、現在では日本最大の総合型健康保険組合となった。
その規模を利用した充実した福利厚生や低保険料率が注目されており、知名度も高い健康保険組合となっている。
健康保険組合は、赤字組合数の多さや協会けんぽと比べて保険料率が高いなどの問題がある中で、関東ITソフトウェア健康保険組合は低い保険料率での運営の継続に成功している。
健康づくりや疾病予防のための保健事業、付加金給付、契約健診機関・通年保養施設・宿泊施設などの福利厚生も充実している。
|              | 協会けんぽ（全国平均） | 関東ITソフトウェア健康保険組合 |
| ------------ | ---------------------- | ------------------------------ |
| 事業主負担   | 50.0/1000              | 47.5/1000                      |
| 被保険者負担 | 50.0/1000              | 47.5/1000                      |

## 沿革
- 1986年 - 日本パーソナルコンピュータソフトウェア協会（現コンピュータソフトウェア協会）を母体として東京都小型コンピュータソフトウェア産業健康保険組合（TSK）を設立
- 2002年 - 健診センターを併設した山王健保会館を開設
- 2004年 - 関東ITソフトウェア健康保険組合（ITS）へ名称変更
- 2007年 - 関東ITソフトウェア健保会館を新宿区大久保に開設し、事務所を集約
- 2010年 - 加入員が50万人を超える
- 2015年 - 直営保養施設トスラブ館山ルアーナを開設
- 2017年 - 事業所数が7,000社を超える
- 2020年 - 加入員が80万人を超える
- 2025年 - 1989年開設の直営保養施設トスラブ湯沢が同年3月末日をもって営業を終了

## 受賞
- 2009年 - 2009年度グッドデザイン特別賞を関東ITソフトウェア健保会館が受賞[3]
- 2015年 - 平成26年度体力つくり優秀組織表彰「体力つくり国民会議議長賞」を受賞[4]
- 2020年 - 令和元年度体力つくり優秀組織表彰「文部科学大臣賞」を受賞[5]

## 事業概況
| 事業所数         | 7,421社                              |
| 被保険者数       | 691,528人(男 437,264人/女 254,264人) |
| 被扶養者数       | 309,432人(扶養率 0.45)               |
| 平均標準報酬月額 | 427,661円(男 477,852円/女 341,348円) |

|                | 令和5年度       |
| -------------- | --------------- |
| 収入合計       | 349,727,057千円 |
| 支出合計       | 321,291,461千円 |
| 収入支出差引額 | 28,435,596千円  |

## 加入基準
関東ITソフトウェア健康保険組合への加入は、事業所所在地、事業内容や事業所被保険者の人数や年齢、報酬月額などに基準があり、被保険者の平均年齢や報酬月額、扶養率などの加入要件が厳しいため審査に落ちる企業も多い。
関東ITソフトウェア健康保険組合のサイトでは加入基準を明示している。
加入基準（一部抜粋）
1.主要業務が下記の(1)～(4)は、登記上の目的欄に同様の記載があること。又は(5)の事業所に該当すること
(1)パッケージソフトウェアの利用技術・研究開発及び流通
(2)ソフトウェアプロダクト及び関連ソフトウェアの研究開発及び流通
(3)コンピュータ及び周辺機器の販売（レンタル・リースを含む）保守サービス
(4)コンピュータの利用による情報の提供
(5)組合の設立事務所との間で、財務諸表等の用語、様式及び作成方法に関する規則（昭和38年大蔵省令第59号）第8条第3項（「親会社」、「子会社」）又は第5項（「関連会社」）に 規定されている会社と同様な関係にある事業所。
2.社会保険加入期間が1年以上あり、現在東京都、神奈川県、千葉県、埼玉県、茨城県、栃木県、群馬県、新潟県、 長野県及び山梨県の全国健康保険協会（協会けんぽ）に加入していること
加入基準を満たしている場合でも、以下3点について総合的判断のうえで審査され、加入を断られる場合もある。
- 最近の確定申告書で資本金を超える当期欠損金、翌期へ繰り越す欠損金がある場合
- 事業所の標準報酬月額の平均が、(事業所の平均年齢＋2)×10,000円未満の場合
- 関東ITソフトウェア健康保険組合の平均数値(保険料・医療費等)との比較バランス、業績分析等にて良好と確認できない事業所の場合

## 関連施設

### 健保会館
- 関東ITソフトウェア健保会館（百人町／大久保、組合事務所所在地）
  - 大久保健診センター
  - 中国料理「桜華樓」
- 市ヶ谷健保会館（市谷仲之町）
  - リストランテ「アル・ファーロ」
- 山王健保会館（赤坂／溜池山王）
  - 山王健診センター
  - 和食レストラン「木都里亭」
  - 寿司コーナー「鮨一新」
  - バー「ブロッサム」

### 保養施設

#### 直営
- トスラブ箱根 ビオーレ
- トスラブ箱根 和奏林
- トスラブ館山 ルアーナ

#### 提携
- 草津温泉 ホテルヴィレッジ（草津町）
- 琵琶レイクオーツカ（大津市）
- ブルーベリーヒル勝浦
- ホテルハーヴェスト 那須
- ホテルハーヴェスト 伊東
- ホテルハーヴェスト スキージャム勝山
- ホテルハーヴェスト 南紀田辺
- ホテルハーヴェスト斑尾（信濃町）
- ホテル日航プリンセス京都
- ホテルハーヴェスト 旧軽井沢
- ホテルハーヴェスト 京都鷹峯
- 日光千姫物語
- ホテルハーヴェスト 有馬六彩（神戸市）
- 伊香保温泉 ホテル天坊（渋川市）
- 和倉温泉 あえの風（七尾市）
- ラビスタ富士河口湖（共立リゾート）
- リソルの森（長柄町）
- 鎌倉パークホテル（夏季）
- NAGU勝浦（勝浦市、夏季・冬季）
- 伊豆今井浜東急ホテル（河津町、夏季）
- 蓼科東急ホテル（茅野市、夏季・冬季）
- NASPAニューオータニ（夏季・冬季）
- 定山渓 ゆらく草庵（札幌市、夏季）
- ホテルハーヴェスト 浜名湖（浜松市）

その他、契約保養施設、契約オートキャンプ場などがある。

## その他
- 組合員の健康増進のため、大会や教室などの各種イベントを開催[10]している。

軟式野球大会、硬式テニス大会、ゴルフ大会、フットサル大会、ボウリング大会、ハイキング大会、ウォーキング大会
親子サッカー教室、ボウリング教室
- 健保マガジン「TOCOTOCO」を発行。関東ITソフトウェア健康保険組合からの、お知らせ、健康保険の手続き、健康管理、健保会館付属施設、保養施設等を紹介している。

- 2003年、同組合に天下りした社会保険庁OBの幹部が同庁幹部を繰り返し接待した事で内部告発があり、内部調査の結果、独断専行があった等の理由で懲戒解雇となった。